# 일차 방정식

일차 방정식의 그래프의 예시

수학에서 일차 방정식(一次方程式, 영어: linear equation) 또는 선형 방정식(線型方程式)은 최고 차수의 항의 차수가 1인 다항 방정식을 뜻한다. 일차 방정식의 변수는 하나뿐일 수도, 둘 이상일 수도 있다. 수학적 모델링에 필요한 비선형 방정식은 흔히 풀기 쉬운 일차 방정식으로 근사하여 다뤄진다.

## 일변수 일차 방정식
변수가 하나뿐인 일차 방정식은 단순히 식을 정리하여 풀이할 수 있다. 하나의 변수 {\displaystyle x}를 갖는 일차 방정식은 다음과 같은 꼴로 쓸 수 있다.
{\displaystyle ax+b=0}
그 풀이는 다음과 같은 경우로 나뉜다.
- 만약 {\displaystyle a\neq 0}이라면, 유일한 해 {\displaystyle x=-b/a}를 가진다.
- 만약 {\displaystyle a=0}, {\displaystyle b\neq 0}이라면, 이 방정식은 어떤 해도 가지지 않는다. 즉, 불능 방정식이다.
- 만약 {\displaystyle a=0}, {\displaystyle b=0}이라면, 이 방정식은 모든 수를 해로 가지며, 부정 방정식에 속한다.

일차 방정식의 예는 다음과 같다.
- {\displaystyle 3x+15=10x-27}의 해는 {\displaystyle x=6}이다.
- {\displaystyle 6x-5=6x-6}의 해는 존재하지 않는다.
- {\displaystyle 3x-3=3x-3}은 모든 수를 해로 한다. 따라서 해가 무한히 많다.

## 이변수 일차 방정식
두 변수 {\displaystyle x,y}에 대한 일차 방정식은 {\displaystyle x}와 {\displaystyle y}에 대한 일차항과 상수항만을 포함하며, {\displaystyle xy,x^{2},y^{1/3},\sin x}와 같은 비선형항을 포함해서는 안된다. 두 변수의 계수가 모두 0인 경우를 제외하면 평면 위의 직선을 해집합으로 한다. 또한 {\displaystyle y}의 계수가 0인 경우를 제외하면 일차 함수의 영점을 구하는 문제와 동치이다. 이변수 일차 방정식의 표현 방법은 여러 가지가 있으며, 이는 평면 위의 직선의 방정식을 표현하는 방법과도 같다.

### 일반적인 꼴
모든 이변수 일차 방정식은 다음과 같은 꼴로 나타낼 수 있다.
{\displaystyle ax+by+c=0}
여기서 {\displaystyle a^{2}+b^{2}\neq 0}이어야 한다. 기하학적 관점에서 이 방정식은 고정된 벡터 {\displaystyle (a,b)}와의 스칼라곱 {\displaystyle ax+by}이 상수 {\displaystyle -c}인 벡터 {\displaystyle (x,y)}의 집합을 나타낸다. 이 방정식은 행렬을 통해 다음과 같이 표현할 수 있다.
{\displaystyle {\begin{pmatrix}a&b\end{pmatrix}}{\begin{pmatrix}x\\y\end{pmatrix}}=-c\quad {\text{or}}\quad {\begin{pmatrix}a&b&c\end{pmatrix}}{\begin{pmatrix}x\\y\\1\end{pmatrix}}=0}
만약 직선이 놓인 직교 좌표 평면을 복소평면으로 간주한다면, 점은 두 실수의 순서쌍 {\displaystyle (x,y)} 대신 하나의 복소수 {\displaystyle z}로 쓸 수 있다. 이 경우 직선의 방정식의 일반 꼴을 다음과 같이 나타낼 수 있다.
{\displaystyle {\bar {B}}z+B{\bar {z}}+C=0}
여기서 {\displaystyle B}는 0이 아닌 복소수, {\displaystyle C}는 실수, {\displaystyle {\bar {B}}}는 {\displaystyle B}의 켤레 복소수이다. 이는 직선의 방정식의 일반 꼴에서 {\displaystyle z=x+yi}, {\displaystyle B=(a+bi)/2}, {\displaystyle C=c}를 취하여 얻을 수 있다.

### 기울기와 y절편이 주어진 경우
기울기 {\displaystyle m}과 y절편 {\displaystyle n}이 결정하는 직선의 한 방정식은 다음과 같다.
{\displaystyle y=mx+n}
이는 일반 꼴로부터 {\displaystyle m=-a/b}, {\displaystyle n=-c/b}를 취하여 얻을 수 있다. 수직선(y축과 평행하는 직선)(기울기가 무한대인 직선)의 방정식은 이러한 꼴로 나타낼 수 없다.

### 한 점과 기울기가 주어진 경우
직선이 지나는 점 {\displaystyle (x_{1},y_{1})}과 기울기 {\displaystyle m}가 결정하는 직선의 한 방정식은 다음과 같다.
{\displaystyle y-y_{1}=m(x-x_{1})}
수직선의 방정식은 이러한 꼴로 나타낼 수 없다.

### 두 점이 주어진 경우
직선 위에 놓인 두 점 {\displaystyle (x_{1},y_{1})\neq (x_{2},y_{2})}이 결정하는 직선의 한 방정식은 다음과 같다.
{\displaystyle (y-y_{1})(x_{2}-x_{1})=(x-x_{1})(y_{2}-y_{1})}
이를 행렬식을 통해 표현하면 다음과 같다.
{\displaystyle {\begin{vmatrix}x&y&1\\x_{1}&y_{1}&1\\x_{2}&y_{2}&1\end{vmatrix}}=0}
모든 직선의 방정식은 이러한 꼴로 나타낼 수 있다. 수직선이 아닐 경우 {\displaystyle x_{1}\neq x_{2}}이므로, 다음과 같은 꼴로도 쓸 수 있다.
{\displaystyle y-y_{1}={\frac {y_{2}-y_{1}}{x_{2}-x_{1}}}(x-x_{1})}

### 두 절편이 주어진 경우
x절편 {\displaystyle x_{0}}와 y절편 {\displaystyle y_{0}} ({\displaystyle x_{0}\neq 0}, {\displaystyle y_{0}\neq 0})가 결정하는 직선의 한 방정식은 다음과 같다.
{\displaystyle {\frac {x}{x_{0}}}+{\frac {y}{y_{0}}}=1}
이는 직선의 방정식의 일반적인 꼴에 {\displaystyle x_{0}=-c/a}, {\displaystyle y_{0}=-c/b}을 대입하여 얻는다. x축에 평행하거나, y축에 평행하거나, 원점을 지나는 직선의 방정식은 이러한 꼴로 나타낼 수 없다.

### 매개 변수 방정식
직선을 하나의 매개 변수가 실수 범위에서 변화할 때 이 매개 변수에 의존하는 점이 그리는 궤적으로서 표현할 수 있다. 예를 들어, 점 {\displaystyle P=(x_{0},y_{0})}과 그 직선의 방향을 나타내는 벡터 {\displaystyle \mathbf {u} =(a,b)}가 결정하는 직선의 한 매개 변수 방정식은 다음과 같다.
{\displaystyle {\begin{matrix}x=x_{0}+at\\y=y_{0}+bt\end{matrix}}\qquad t\in (-\infty ,\infty )}
이는 다음과 같이 간략히 쓸 수도 있다.
{\displaystyle {\overrightarrow {PQ}}=t\mathbf {u} \qquad t\in (-\infty ,\infty )}
여기서 {\displaystyle Q=(x,y)}이다. 이는 다음과 동치이다.
{\displaystyle {\overrightarrow {PQ}}\times \mathbf {u} =\mathbf {0} }
여기서 {\displaystyle \times }는 벡터곱, {\displaystyle \mathbf {0} }은 영벡터이다.
또한, 두 점 {\displaystyle P=(x_{1},y_{1})\neq Q=(x_{2},y_{2})}이 결정하는 직선의 한 매개 변수 방정식은 다음과 같다.
{\displaystyle {\begin{matrix}x=(1-t)x_{1}+tx_{2}\\y=(1-t)y_{1}+ty_{2}\end{matrix}}\qquad t\in (-\infty ,\infty )}
이를 간략히 표현하면 다음과 같다.
{\displaystyle {\overrightarrow {OR}}=(1-t){\overrightarrow {OP}}+t{\overrightarrow {OQ}}\qquad t\in (-\infty ,\infty )}
여기서 {\displaystyle R=(x,y)}이다. 매개 변수를 사용하지 않는 표현은 다음과 같다.
{\displaystyle {\overrightarrow {PR}}\times {\overrightarrow {PQ}}=\mathbf {0} }

## 다변수 일차 방정식
일차 방정식은 두 개 이상의 변수를 가질 수도 있다. {\displaystyle n}개의 변수 {\displaystyle x_{1},\dots ,x_{n}}에 대한 일차 방정식은 다음과 같은 꼴이다.
{\displaystyle a_{1}x_{1}+a_{2}x_{2}+\cdots +a_{n}x_{n}+b=0}
여기서 {\displaystyle a_{1},....,a_{n},b}는 상수이다. 즉, 일차 함수의 영점을 구하는 방정식이다. 이러한 방정식의 해는 {\displaystyle a_{i}}가 모두 0인 경우를 제외하면 {\displaystyle n}차원 유클리드 공간의 아핀 초평면(즉, {\displaystyle (n-1)}차원 아핀 부분 공간)을 이루게 된다.

## 같이 보기
- 이차 방정식
- 삼차 방정식
- 사차 방정식
- 오차 방정식
- 육차 방정식
- 칠차 방정식
- 연립 일차 방정식